# Mizuame
Le mizuame (水飴, littéralement « bonbon eau »), est un sirop de fécule d'origine japonaise. Cet édulcorant, obtenu par hydrolyse de l'amidon en sucre simple, est un liquide incolore et épais. Le mizuame est aussi une sucrerie très populaire au Japon.

## Production
Le mizuame est produit de deux façons différentes, soit comme le sirop d'orge malté, soit comme le sirop de maïs. 
La première et traditionnelle méthode utilise un mélange de riz mêlé avec du malt, ce dernier fournissant les enzymes qui vont convertir l'amidon du riz en sucre simple. La seconde et plus courante méthode utilise d'autres sources d'amidons (pomme de terre, patate douce, millet) mélangé à un acide pour hydrolyser l'amidon en sucre simple. 
Le mizuame obtenu à partir de l'orge est plus riche en arôme et de couleur légèrement ambrée. Il contient un taux de sucre élevé (83 % en poids) comparé à l’amazake (22,7 %) et au miso blanc (34,8 %).
Le terme « mizuame », désigne de manière générale un sirop de glucose, mais suivant l'origine de l'amidon le nom diffère : de l'orge on obtient le mizuame d'orge, le mizuame d'orge malté ou la gelée d'orge, du millet, le mizuame de millet ou la gelée de millet,. Il peut être vendu sous le nom d'ame, « miel de riz » ou « gelée de millet ».

## Utilisation

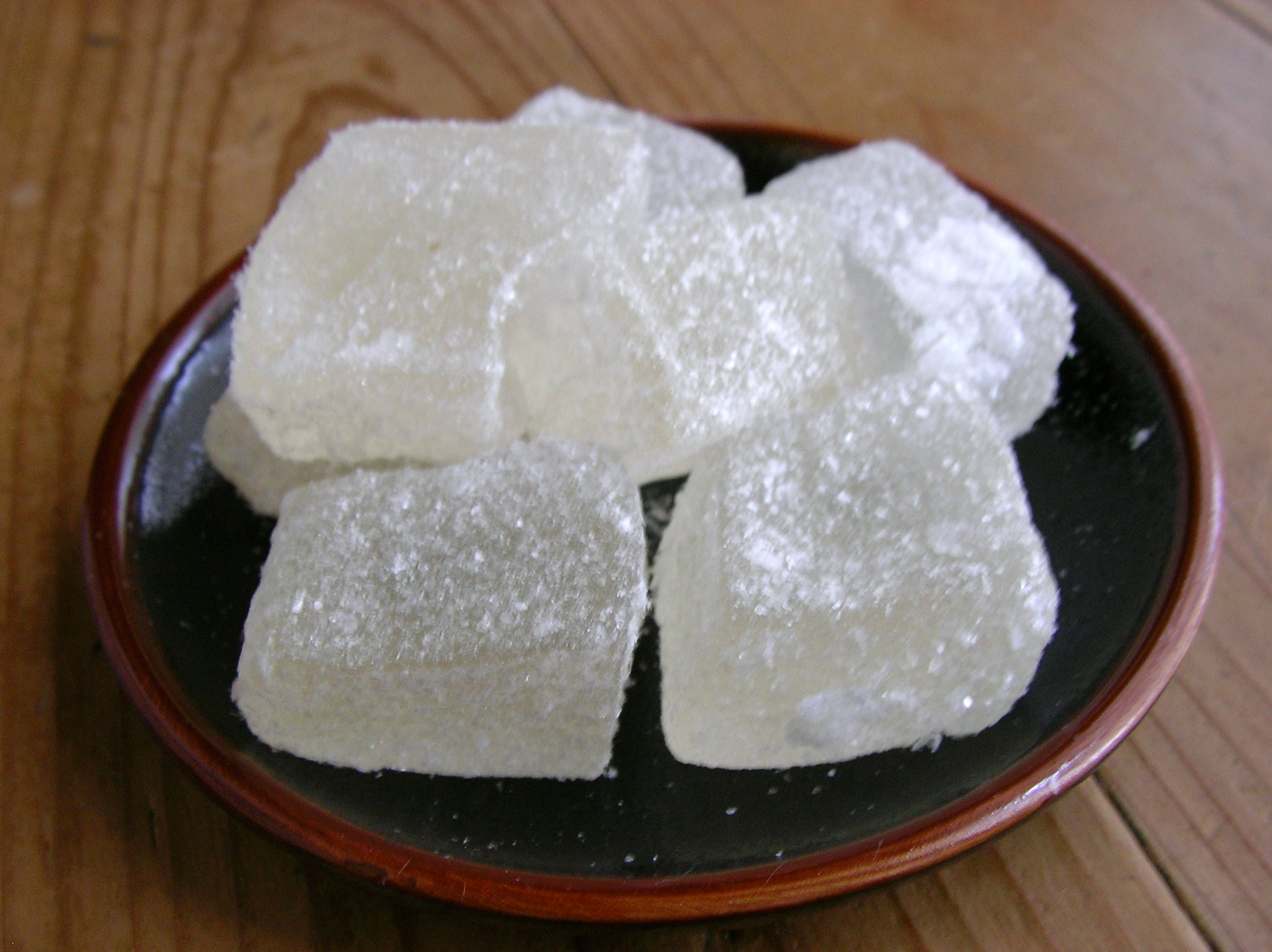
Kanten korimochi : wagashi fabriqué à partir de kanten, mizuame et farine de riz.

Le mizuame rentre dans la composition de nombreuses recettes japonaises dont les wagashi et le miso,,. Il est utilisé comme édulcorant de la même façon que le miel. Dans la pâtisserie, il est utilisé pour faire les glaçages et donner un aspect translucide. C'est aussi un ingrédient important pour faire des bonbons.
Le mizuame était une sucrerie très populaire d'après-guerre au Japon ; on le déguste toujours. Le bonbon est composé d'une boule collante reliant deux bâtons.